# At Sixes and Sevens
«At Sixes and Sevens» — дебютний студійний альбом норвезького готик-метал-гурту Sirenia. Реліз відбувся 13 серпня 2002 року.

## Список композицій
| #     | Назва                       | Автор слів    | Автор музики | Тривалість |
| ----- | --------------------------- | ------------- | ------------ | ---------- |
| 1.    | «Meridian»                  | Мортен Веланд | Veland       | 6:20       |
| 2.    | «Sister Nightfall»          | Veland        | Veland       | 5:38       |
| 3.    | «On the Wane»               | Veland        | Veland       | 6:37       |
| 4.    | «In a Manica»               | Veland        | Veland       | 6:03       |
| 5.    | «At Sixes and Sevens»       | Veland        | Veland       | 6:46       |
| 6.    | «Lethargica»                | Veland        | Veland       | 5:30       |
| 7.    | «Manic Aeon»                | Veland        | Veland       | 6:26       |
| 8.    | «A Shadow of Your Own Self» | Veland        | Veland       | 5:58       |
| 9.    | «In Sumerian Haze»          | Veland        | Veland       | 4:39       |
| 53:57 |                             |               |              |            |

## Учасники запису
- Мортен Веланд — гітари, ґроулінг (всі треки, окрім #9), бас-гітара, клавіші, ударні, програмування
- Фабіен Гондамін — жіночий вокал
- Крістіан Гандерсон — чистий чоловічий вокал (в треках #4, #6, #8)
- Ян Кеннет Барквейд — чистий чоловічий вокал (в треках #2, #3, #4, #8, #9)
- Піт Йохансен — скрипка (всі треки, окрім #6, #8)
- Деміан Шуріен, Емілі Лесброс, Йоханна Жірод, Х'юберт Піаззола — хор (всі треки, окрім #9)